# Buczkowice
Buczkowice (prononciation : [but͡ʂkɔˈvit͡sɛ]) est une localité polonaise et siège de la gmina du même nom, située dans le powiat de Bielsko-Biała en voïvodie de Silésie.

## Personnalités liées
- Michel Fingesten (1884-1943), artiste né dans cette ville.
- Jan Pietraszko (1911-1988), né à Buczkowice, aumônier des jeunes, évêque auxiliaire de Cracovie, vénérable catholique[1],[2].